# Zanthoxylum chevalieri
Zanthoxylum chevalieri là một loài thực vật thuộc họ Rutaceae. Đây là loài đặc hữu của Ghana. Chúng hiện đang bị đe dọa vì mất môi trường sống.